# ヨーロッパの交通
ヨーロッパの交通（ヨーロッパのこうつう　英:Transport in Europe）では、欧州地域で提供されている7億人以上の人々と関連貨物の輸送手段について記述する。

## 概要
EU貨物の輸送状況(2016)
ヨーロッパ大陸は政治地理学により50以上の主権国家と領土に分割されている。この細かい領土分割が、産業革命以降の人々の移動増加と相まって、輸送網の発達や維持における欧州諸国間の高度な協力に繋がっている。欧州連合(EU)、欧州評議会、欧州安全保障協力機構といった国家の枠組みを超えた組織や政府間国際組織が、欧州各国の国境を越えて人々と貨物が移動できる国際基準や国際協定の締結をもたらしている。
道路、線路、空路、水路の全てが欧州全域で普及しており重要なものである。ヨーロッパは世界初となる鉄道や高速道路ができた場所であり、現在は世界で最も往来の激しい港や空港がある場所となっている。欧州26カ国間には、国境検査をせずとも移動可能なシェンゲン圏が存在する。貨物輸送は高レベルのインターモーダル輸送に対応しており、欧州経済地域は30カ国間で物品の自由な移動を認めている。2016年の全輸送量（トンキロ）のうち、51%が道路、33%が海路、12%が鉄道線路、4%が内陸水路、0.1%が空路によるものだった。
2017年の報告書には、欧州における交通インフラ計画の実現に関する重要な成功要因の総括が示されている。

## 鉄道輸送

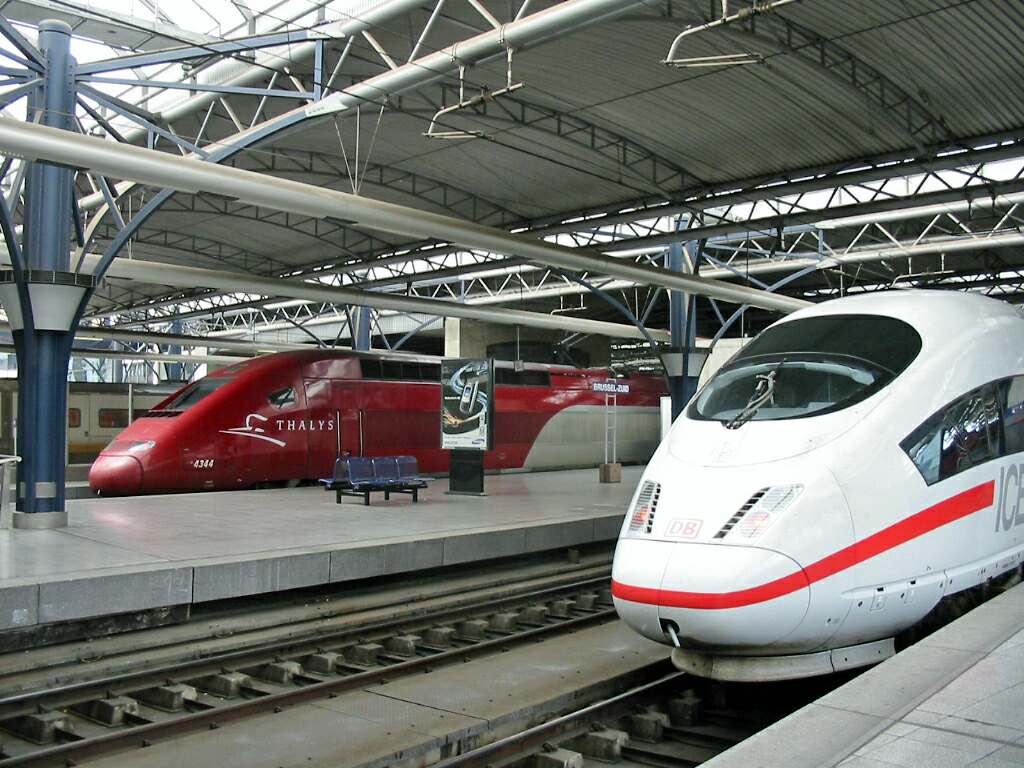
手前からドイツのICE 3、 フランスのタリス、一番奥がユーロスター車両。（ベルギーのブリュッセル南駅）

現代の欧州鉄道網は、ヨーロッパ大陸全土にまたがる旅客と貨物の輸送を担っている。フランスのTGVやスペインのAVEといった高速旅客鉄道網が重要なものである。英仏海峡トンネルイギリスとフランスとを繋いで欧州鉄道網が一体化したことで、米国土木学会から現代世界の七不思議とも称された。
中央ヨーロッパと西ヨーロッパでは標準軌が広く普及し、東ヨーロッパの一部地域ではロシア軌間が主流で、イベリア半島とアイルランドはそれぞれ別の規格（イベリア軌間とアイルランド軌間）を使っている。欧州鉄道交通管理システム(ERTMS)は、欧州連合主導でヨーロッパ標準の鉄道信号保安装置として開発されたものである。
鉄道構造物、旅客、貨物輸送は、各国の地方・中央政府と民間会社が連携して輸送サービスを提供されているため、国が変わればサービスも異なる。ユーレイルパスは欧州18カ国乗り放題の周遊券だが、利用者はヨーロッパ地域に居住していない人（モロッコ、アルジェリア、チュニジアにも居住していない人）に限定されている。インターレイルパスは、欧州および周辺国の居住者が対象でヨーロッパ各国を周遊する人向けに発行されている。

### 高速輸送

ロンドン地下鉄として知られる、ロンドンの高速輸送路線図

欧州各都市の多くが、一般にメトロと呼ばれる電車路線の高速輸送を持っている。世界初となる地下鉄のメトロポリタン鉄道(Metropolitan Railway)は1863年にロンドンで開業した。現在は、ヨーロッパで最も長いロンドン地下鉄と呼ばれるロンドンの高速輸送システムの一部となっている。ロンドンに続いて区間距離の大きな欧州メトロシステムは、モスクワ、マドリード、パリにある。

## 道路交通

### 長距離バス輸送
2010年代初頭、欧州諸国の多くが長距離バス (Coach (bus)) 市場の自由化を決断した。この自由化が欧州経済と欧州市民の両方を助けていることは既に証明されている。
バスは最も安価な輸送手段であり、高速鉄道のある国では列車よりも遅い。しかし、多くの企業はバス団体が列車と同じくらい快適になるよう調整している。長距離バスにはトイレと電源が追加され、一部にはWi-Fiが装備されている。
長距離バス輸送をさらに簡便かつ安価にするために、乗換等の料金比較サイトが作られている。SoBusやGetByBusなどの比較サイトは、輸送企業のサイトまで跳ばなくとも予約手続きが行えるものになっている。

## 航空輸送

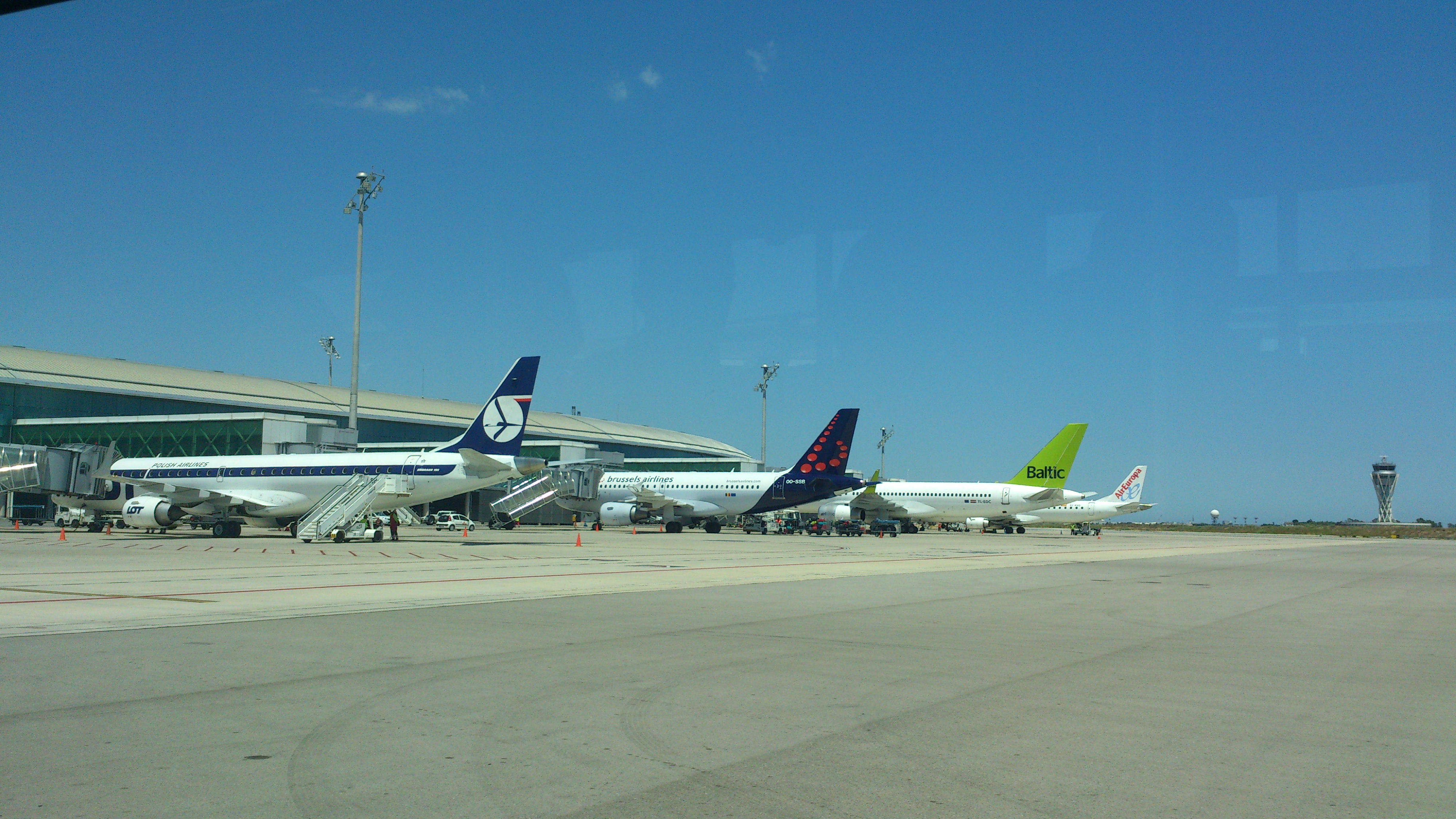
左からLOTポーランド航空、ブリュッセル航空、エア・バルティック、エア・ヨーロッパの航空機。（スペインのバルセロナ空港）

広範囲にわたる道路や鉄道網があるものの、2013年のEU域内にける国際旅行の43%は空路によるものだった。スペインやギリシャなどの周辺国や、大部分の国境通過が空路になるマルタやキプロスなどの島国では、空輸が特に重要である。大規模な観光産業もまたヨーロッパに多くの訪問者を誘致しており、大部分の観光客がヨーロッパに多数ある大型国際空港より入国する。主要なハブ空港としては、ロンドン・ヒースロー空港、イスタンブール空港、パリ＝シャルル・ド・ゴール空港、フランクフルト空港、アムステルダム・スキポール空港などがある。近年の格安航空会社(LCC)の台頭が、欧州域内における空の旅の大幅増加につながっている。航空輸送は今や、欧州都市間を旅行する最も安価な方法であることも珍しくない。この空の旅の増加は、空域の過密問題と環境問題をもたらしている。欧州単一空域 (Single European Sky) は、これらの問題を解決する構想の一つである。 
EU内では、完全な空の自由と世界で最も広範囲なカボタージュ協定により、格安航空会社がEU全域で自由に運行することが可能となっている。地方空港は相当離れた大都市にも低料金でサービス輸送すると自らを売り込む傾向があるため、安価な空の旅に拍車がかかっている。この件で特に注目されているのがライアンエアーで、同社はサービス運航する都市より最大150km離れた地方空港からのフライトを主に行っている。

## 海上輸送と河川輸送

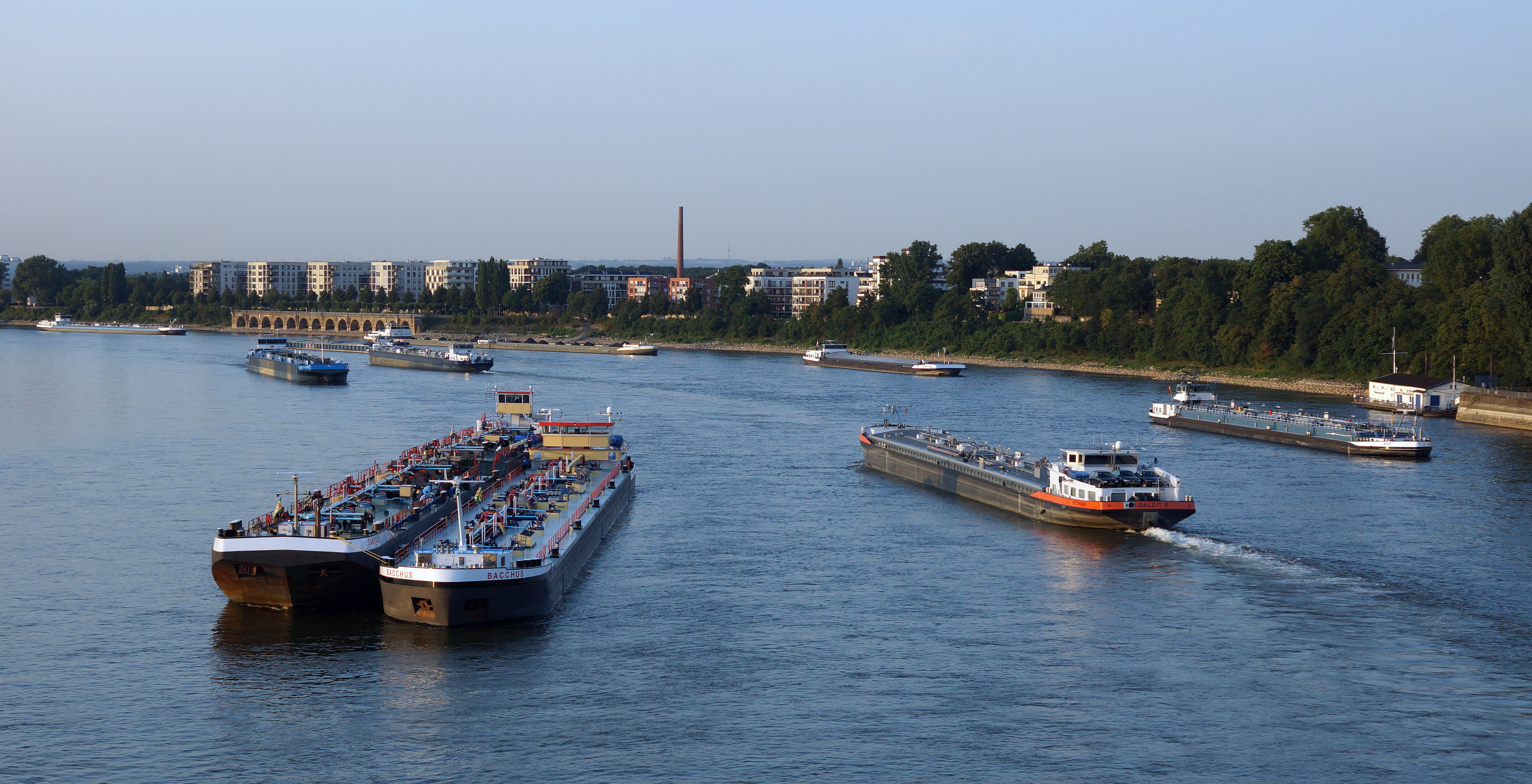
ライン川を行く船舶（ケルン市）

オランダのロッテルダム港は欧州最大の港であり、2013年には約4.4億メートルトンの貨物を扱う世界最大の港となった。関連するユーロポート工業地帯を含める場合に、ロッテルダムが世界で最も往来の激しい港となる。EUにある内陸河川輸送の2/3とコンテナの約4割がオランダを通過する。それ以外の大型港としては、ドイツのハンブルク港やベルギーのアントワープ港がある。
イギリス海峡は、1日あたり400隻以上の船が北海とバルト海の港間を通る、世界で最も往来の激しい海路の一つである。
貨物輸送におけるその役割と同じく、海上輸送は欧州のエネルギー供給の重要な一部である。ヨーロッパは世界有数の石油タンカー貨物上げ下ろし先である。エネルギーはまたLNGという形で海路によって欧州に供給されている。ウェールズにあるサウスフックLNGターミナルが欧州最大のLNG基地である。